# دولنا (شهرستان ستژلتسه)
دولنا (به لهستانی:  Dolna) یک روستا در لهستان است که در گمینا لشنگتسا واقع شده‌است.